# Limonade (lied)
Limonade is een lied van de Nederlandse zanger Snelle. Het  stond in 2021 als vierde track op het album Lars.

## Achtergrond
Limonade is geschreven door Delano Ruitenbach, Okke Punt en Lars Bos en geproduceerd door Arno Krabman en Jimmy Huru. Het is een nummer uit het genre nederpop. Het lied is een ode aan jonge voetballers en is onderdeel van een campagne van de KNVB om meer kinderen op voetbal te krijgen. In het lied zingt de artiest over een voetballende jongen, waar later in het lied blijkt dat de zanger zingt over zijn kleine broertje. Doordat het nummer in samenwerking was gemaakt met de KNVB, was ook de videoclip in samenwerking met de bond gemaakt. Dankzij deze samenwerking waren meerdere Nederlandse personen die betrokken zijn bij beide Nederland elftallen in de muziekvideo te zien. Zo maken de coaches Sarina Wiegman en Frank de Boer en de spelers Donny van de Beek, Donyell Malen, Steven Berghuis en Georginio Wijnaldum hun opwachting in de clip.

## Hitnoteringen
Mede doordat het lied niet als single werd uitgebracht maar enkel als albumtrack, was er weinig succes in de Nederlandse hitlijsten. Er was geen notering in de Single Top 100 en ook de Top 40 werd niet bereikt. Er was bij laatstgenoemde wel de zesde plaats in de Tipparade.